# صبا
صبا (بالإنجليزية: Saba) هو رابر أمريكي، ولد في 17 يوليو 1994 في شيكاغو في الولايات المتحدة.

## وصلات خارجية
- صبا على موقع IMDb (الإنجليزية)
- صبا على موقع ميوزك برينز (الإنجليزية)
- صبا على موقع أول ميوزيك (الإنجليزية)
- صبا على موقع ديسكوغز (الإنجليزية)